# Penantian Ulubelu
Penantian Ulubelu is een bestuurslaag in het regentschap Tanggamus van de provincie Lampung, Indonesië. Penantian Ulubelu telt 2898 inwoners (volkstelling 2010).